# Карлашов Микола Кирилович
Карлашов (Карлаш, Карлашів, Чорноморець) Микола Кирилович (нар. 4 травня 1881, Одеса — 17 січня 1948, Нью-Йорк) — український актор і співак (баритон, бас), режисер, диригент. Відомий за виступами в Київській і Тифліській операх, в Театрі Миколи Садовського. З 1918 року — в еміграції.
По батькові: в одних джерелах «Олександрович», в інших — «Кирилович».

## Життєпис
Микола Карлашов (Карлаш) народився 4 травня 1881 року в Одесі.
Закінчив інженерний факультет Київського політехнічного інституту, але за спеціальністю так і не почав працювати, оскільки ще в студентські роки захопився співом. Після закінчення інституту був запроошений в 1907 році до Тифліської опери, де виступав до 1908 року. 1908–1910 — виступав в Росії.
З 1910 — в Театрі Миколи Садовського у Києві. Виступав там під сценічним псевдонімом Чорноморець. Ймовірно, це було пов'язано з тим, що особливо йому вдалась там партія Чорноморця в опері «Бранка Роксоляна» Д. Січинського, а також його одеське походження. В ці роки він також часто виступав з концерними програмами — виконував народні пісні й твори українських композиторів.
1913–1917 — соліст Київської опери.
1918 року у Владивостоці разом з Марією Машир організував український театр. Грали також у Хабаровську, Усурійську, Харбіні. «Катерину» Аркаса ставили «15 разів підряд. Зелений Клин цінив українську оперу.»
1922-го у складі оперної трупи Федорова поїхав на гастролі до США. З 1924 — в Чикаго, де разом з Дмитром Атаманцем 3 квітня 1924 він поставив «Запорожця за Дунаєм» С. Гулака-Артемовського. Сам він виконував партію Карася.
Наприкінці 1924-го Микола оселився в Нью-Йорку, де виступав у трупі російського театру Давида Медова. «Чудовий голос і артистична гра артиста сприяють його популярності серед шанувальників опери», — відзначалось в газеті "Свобода щодо його дебюту в цьому колективі.
Згодом він пов'язав свою діяльність з Українським театром, заснованим Юлією Шустакевич і Мироном Корикорою при Українському народному домі в Нью-Йорку, де виконував партії в українських операх і драматичних виставах. 12 грудня 1925 року він виступив у комедії «Пошилися у дурні» М. Кропивницького, 13 грудня — у побутово-історичній драмі «Маруся Богуславка» М. Старицького, 20 грудня — у драмі «Гандзя», 27 грудня — в «Бурлаці» І. Карпенка-Карого, 14 лютого 1926 — в «Ой, не ходи, Грицю» М. Старицького, де був одночасно режисером і диригентом. Про нього як диригента є інформація з об'яви: «Український народний дім закликає всіх своїх членів, головно національних товариств, батьків і матерів допомогти своїм впливом у створенні в Нью-Йорку національного хору, щоби дати йому художній напрямок. На керівника хору дирекція запросила славного артиста, оперного співака й диригента Миколу Карлаша».
В 1927–1928 році Микола Карлаш певний час очолював театр при Українському народному домі.
Як режисер з товариством «Дніпро» Микола Карлаш поставив оперу «Чорноморці» М. Лисенка. 15 березня 1931 в залі Українського народного дому з великим успіхом Микола Карлаш поставив «Запорожця за Дунаєм» С. Гулака-Артемовського. «Такого підбору виконавців, як було цим разом, не лише Нью-Йорк, а й ціла Америка ще не бачила. Та правду кажучи, і вдома, в Україні, не доводилося стрічати такого прекрасного підбору вокальних сил», — писала про цю виставу газета «Свобода» від 23 березня 1931.
«Починаючи з 1925 року М. Карлаш був постійним учасником Шевченківських концертів у різних містах і їх околицях. Залишається тільки дивуватися діяльності та можливостям співака. Це був просто універсальний мистець. Де б не бував Микола Карлаш, у нього, як у істинного одесита, було повно друзів та приятелів — і не тільки серед музикантів, але й поміж майстрів спорту. Одним із найближчих був славетний український борець Іван Піддубний, із яким вони часто зустрічалися в Нью-Йорку. У неділю 26 квітня 1926 року на честь свого друга співак організував великий концерт у Тавн-холі… Як гість на цьому концерті був присутній Федір Шаляпін».
Микола Карлаш часто виступав в українському соборі Св. Юрія в Нью-Йорку. У 1936 він виконав партію Кочубея в опері «Мазепа» П. Чайковського, яку поставив Дмитро Чутро, балетмейстер Філадельфійської опери. 19 грудня 1937 в Українському народному домі відбулася вистава «Назар Стодоля» Т. Шевченка, де Микола Карлаш зіграв Хому.
1941-го Микола отримав громадянство США. Його останні роки життя пройшли у Нью-Йорку. Там Микола Карлаш відкрив музичну студію й займався приватною практикою. Там же і помер 17 січня 1948.

## Партії і ролі
В театрі Садовського
- Карась («Запорожець за Дунаєм» С. Гулака-Артемовського)
- Зевс («Енеїда» М. Лисенка, 1910) — перший виконавець
- Виборний («Наталка Полтавка» М. Лисенка)
- Пан Голова («Черевички» П. Чайковського)
- Батько («Катерина» М.Аркаса)
- Чорноморець («Бранка Роксоляна» Д. Січинського, 1912)

В київській опері
- Цар Єгипту («Аїда» Дж. Верді)
- Граф де Гріє («Манон» Ж. Массне)
- Кецал («Продана наречена» Б. Сметани).

В США
- Кочубей («Мазепа» П. Чайковського, 1936)
- Хома («Назар Стодоля» Т. Шевченка, 1937)

## Записи пісень
1912 року він записав на київській студії «Екстрафон» пісні «Несе мужик у ночовках», «Ой, важу я, важу», «Понад полем іде» та славетну пісню «Ой, Дніпре мій, Дніпре» М. Лисенка.
1922 року в США здійснив записи на студії «Victor»: «Ой, важу я, важу», «Порося печене» та ін.